# Grand Candy
Grand Candy ist der größte armenische Süßwarenhersteller mit einem Anteil am armenischen Süßwarenmarkt von über 40 %. Als solcher ist das Unternehmen nach eigenen Angaben zugleich der größte Nahrungsmittelproduzent Armeniens und der einzige südkaukasische Verarbeiter von Kakaobohnen. Der Sitz des Unternehmens befindet sich in der armenischen Hauptstadt Jerewan.

## Geschichte

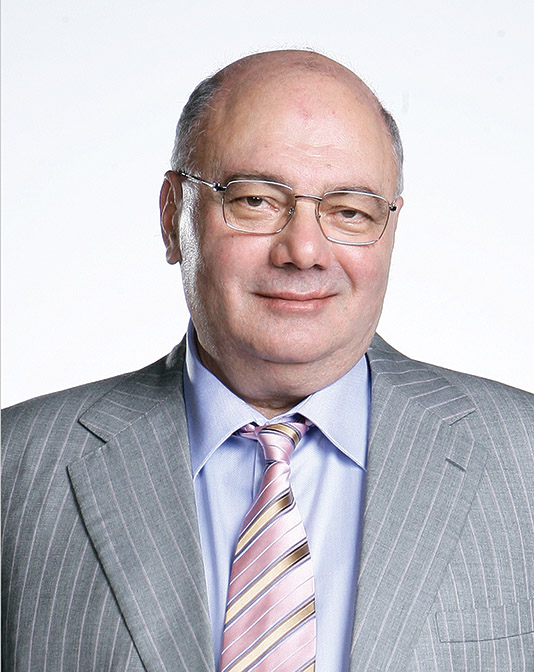
Unternehmensgründer Wardanjan (2009)

Das Unternehmen wurde am Anfang des Jahres 2000 vom armenischen Unternehmer Hrant Wardanjan (1949–2014) mit zunächst 600 Mitarbeitern gegründet. Nach Errichtung einer weiteren Fertigungsanlage wurde die Produktion von festem Bonbon (hard candy) auf Schokolade und fortan einer Palette von etwa 100 Produkten erweitert. Die ersten Markengeschäfte errichtete Grand Candy ebenfalls bereits im Jahr 2000. Im Jahr 2001 kam die Herstellung von Speiseeis dazu. Seit 2006 produziert die Firma ihre eigenen Verpackungen aus Wellpappe und seit 2007 verfügt sie über ihre eigene, mit deutscher Technologie ausgestattete Offset-Druckerei. Im Jahr 2008 kam eine eigene Kaffeeproduktion mit den Kaffeesorten Arabica und Robusta hinzu. 2010 wurde das Sortiment um Gebäck erweitert. Die eigene Produktion von Mehl begann 2012. Eine eigene Druckerei für das Flexodruckverfahren kam 2016 hinzu, welche ebenfalls mit deutscher Technologie ausgestattet wurde. Bis zum Jahr 2019 erweiterte sich die Produktpalette auf über 400 Produkte.

## Logistik und Verbreitung
Nach eigenen Angaben verfügt das Unternehmen im eigenen Groß- und Einzelhandelsnetz (Stand 2019) über 270 Lastkraftwagen, acht regionale Lagerhäuser und 29 Markengeschäfte. 21 dieser Markengeschäfte befinden sich in Jerewan, von welchen zehn über eigene integrierte Cafés verfügen. Das Handelsnetz beliefert insgesamt 8450 Geschäfte des armenischen Groß- und Einzelhandels, womit fast alle Nahrungsmittelgeschäfte Armeniens von dem Unternehmen beliefert werden.

## Qualitätssicherung
Die Produktion des Unternehmens entspricht nach eigenen Angaben der Qualitätsmanagementnorm des ISO 9001:2008- sowie des ISO 22000:2005-Zertifikats. Das Analyselabor des Unternehmens sei ISO 17025-zertifiziert. Nur „natürliche“ Zutaten würden verwendet.

## Trivia
Am 10. September 2010 erzielte das Unternehmen einen Weltrekord mit der Herstellung der bis dahin größten Schokoladentafel, was zugleich den ersten industriellen Rekord Armeniens darstellte.

## Fotos

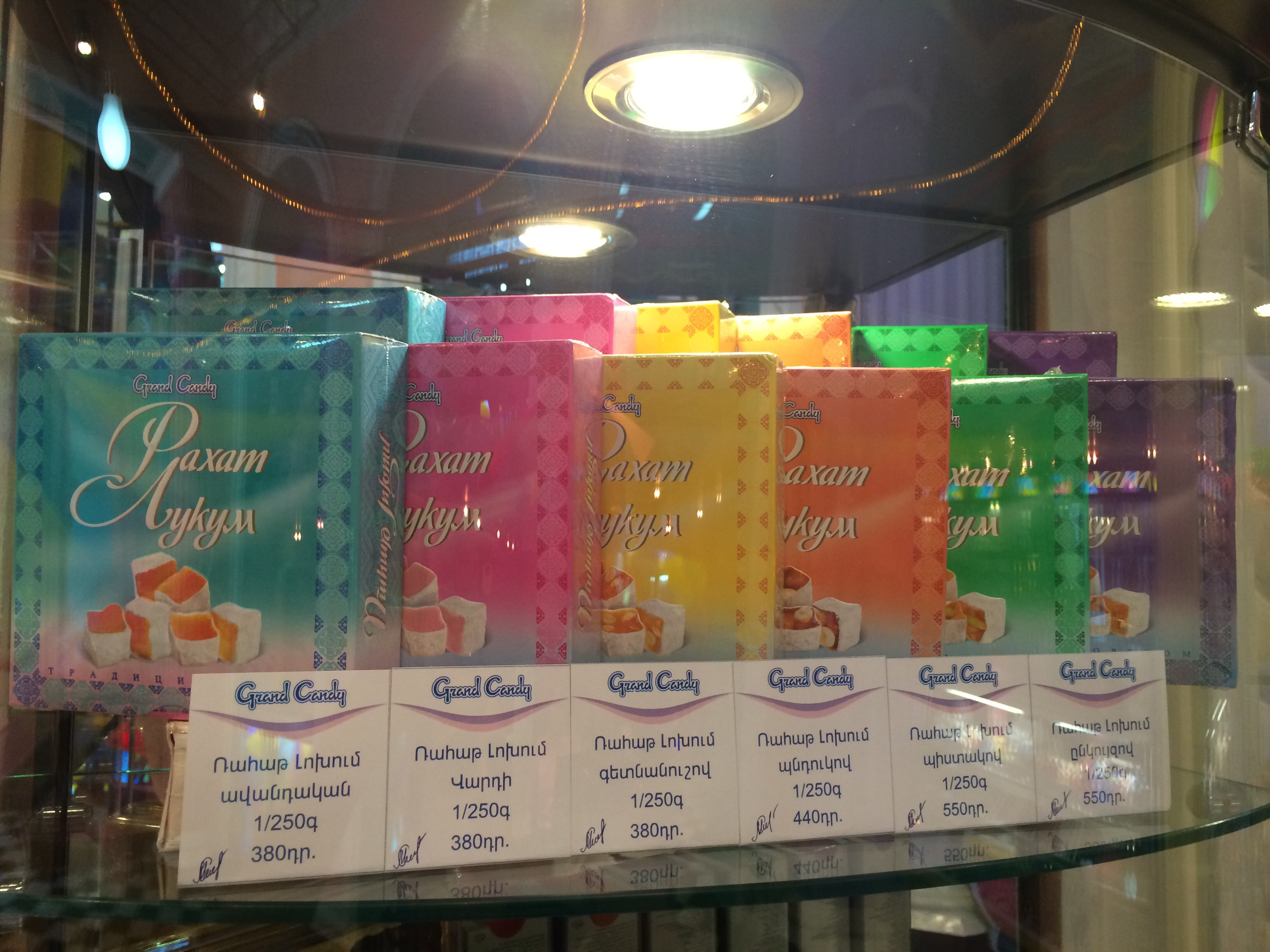
Verschiedene Lokum-Sorten von Grand Candy, 2014
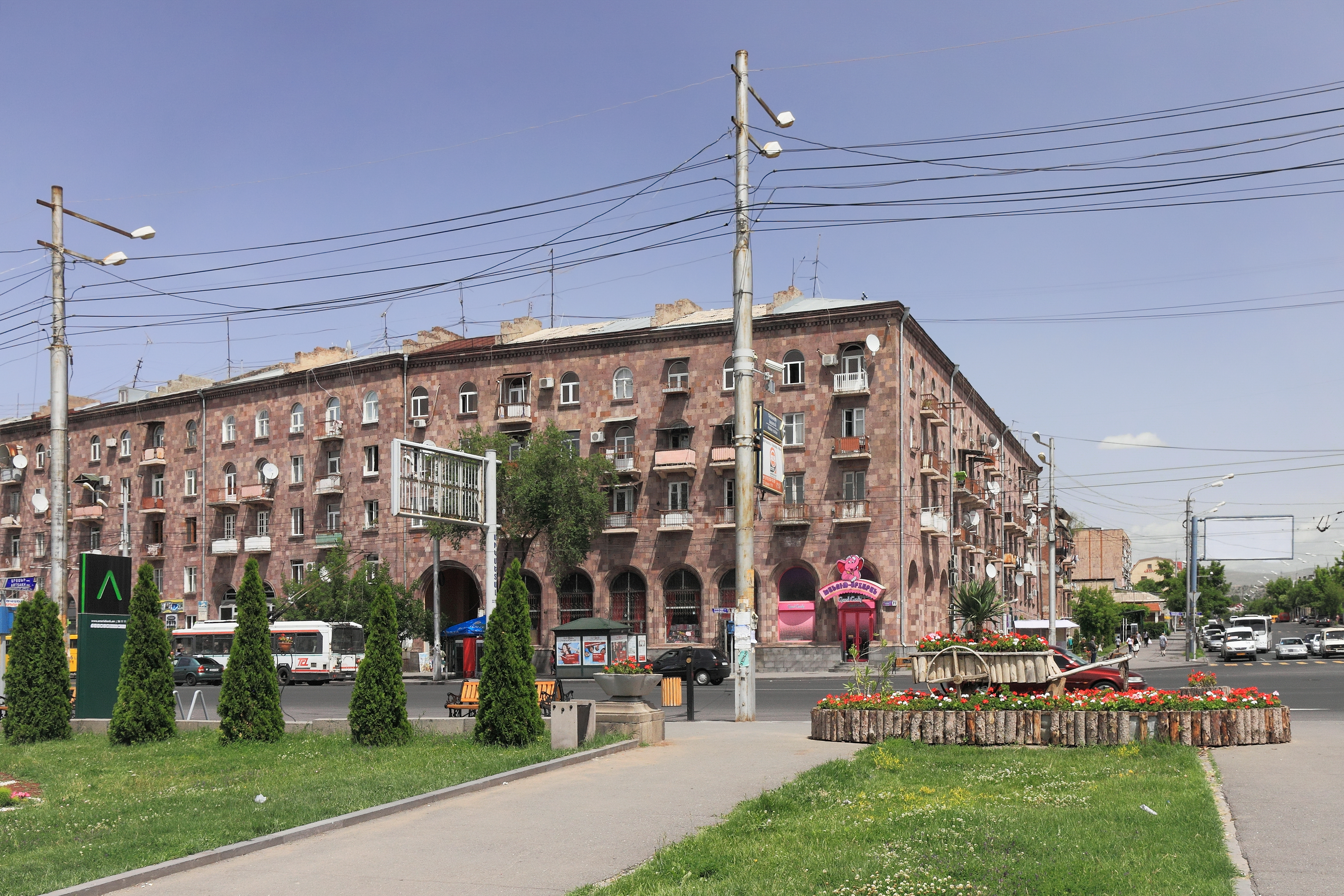
Ein Grand Candy-Markengeschäft an einer Straßenecke in Jerewan, 2014
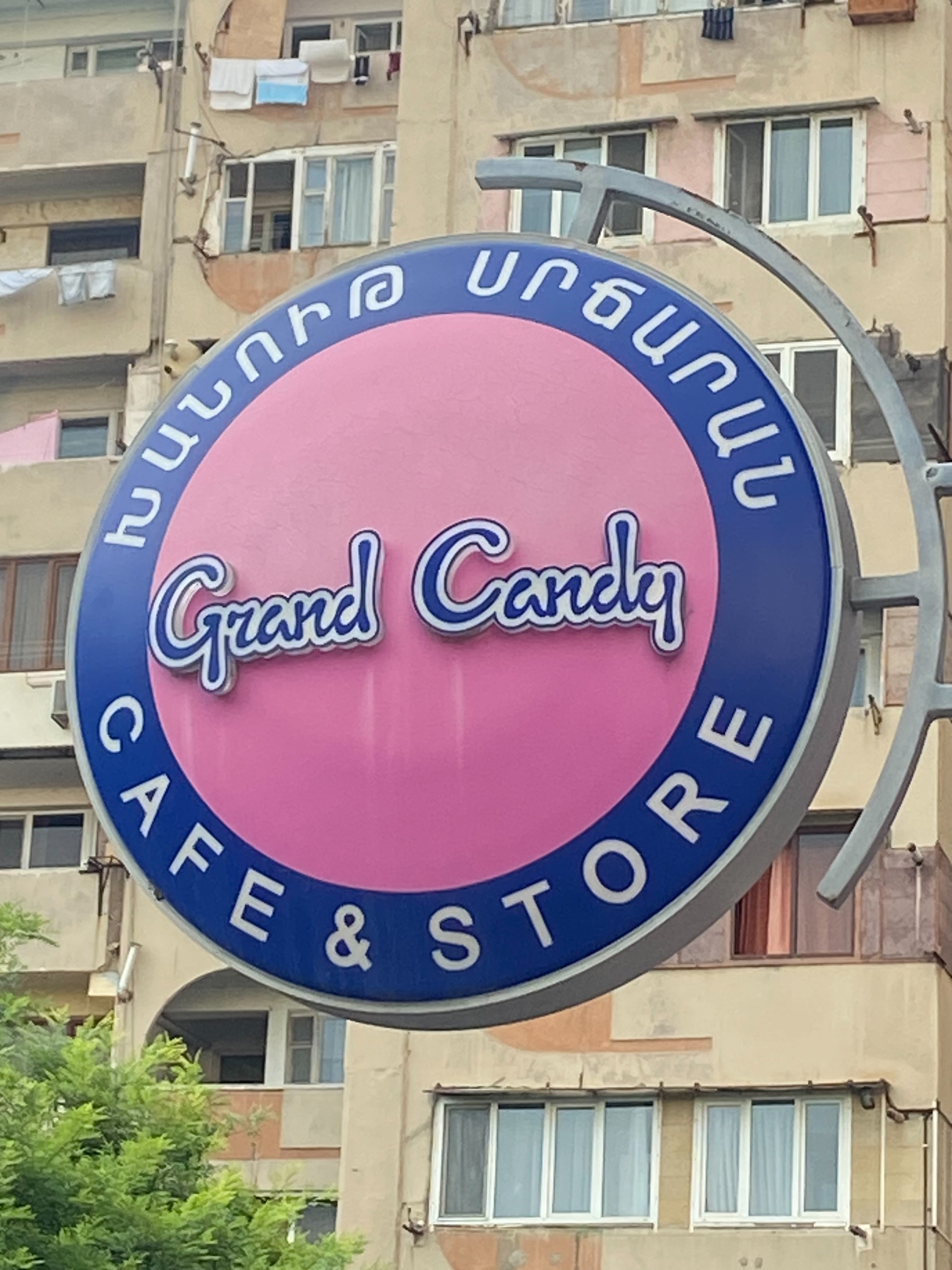
Straßenschild eines Markengeschäfts mit Café, 2023